# Estrada europeia 5

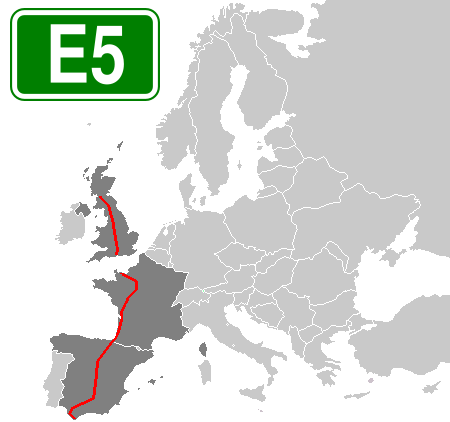
Mapa da E5

A E5 ou Estrada europeia 5 é uma estrada europeia que começa em Greenock (Escócia) e termina em Algeciras (Espanha).
No seu trajeto, a E5 passa pelo Reino Unido, França e Espanha.

Esta estrada europeia tem 2960 km de extensão.

## Itinerário
- Greenock – Glasgow – Preston – Birmingham – Southampton –
- Le Havre – Paris – Orleães – Tours - Poitiers - Bordéus – Baiona –
- San Sebastián – Vitoria-Gasteiz - Burgos - Madrid – Córdova - Sevilha – Cádiz - Algeciras